# Lagopède à queue blanche
Lagopus leucura
Espèce
Statut de conservation UICN

 LC  : Préoccupation mineure
Le Lagopède à queue blanche, perdrix blanche, ou perdrix des neiges, (Lagopus leucura, anciennement Lagopus leucurus) est une espèce d'oiseaux de la famille des Phasianidae. Il est retrouvé dans les zones montagneuses à l'ouest des États-Unis et du Canada et en Alaska.

## Morphologie

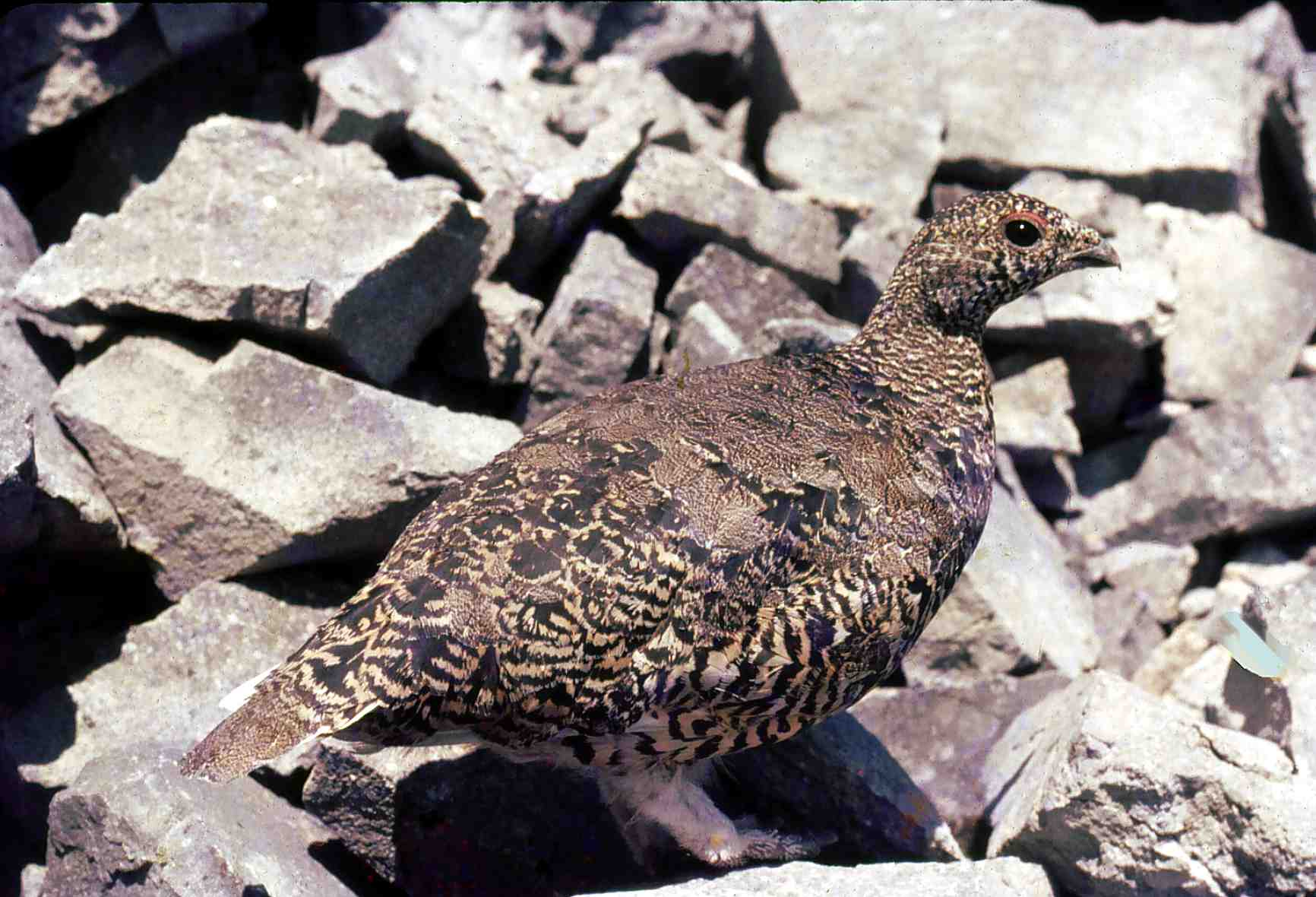
Lagopède à queue blanche - plumage d'été

Le Lagopède à queue blanche est le plus petit des lagopèdes. Il est également plus petit que la Gélinotte huppée. Les adultes mesurent de 30 à 31 centimètres, les mâles étant légèrement plus grands que les femelles. Ils pèsent de 340 à 424 grammes.
En hiver, les individus sont d'un blanc pur excepté pour le bec et les yeux noirs. Cela sert à le camoufler dans la neige. En été, la tête, la poitrine et les dos sont tachetés et barrés de brun tandis que les ailes et le ventre sont blancs. Au printemps et en automne, les deux sexes ont les parties supérieures généralement roux pâle finement tachetées, mais le plumage peut aussi être d'un brun noirâtre. Quelques plumes de la poitrine sont habituellement blanches et le ventre et les ailes sont blanches. La queue est blanche en toute saison.
Le Lagopède à queue blanche possède des plumes autour de ses narines ce qui aide à réchauffer l'air qu'il respire.

## Comportement

### Alimentation
En hiver, cette espèce se nourrit surtout de bourgeons de saules. Les zones alpines dépourvues de saules ne peuvent supporter longtemps des populations de Lagopèdes à queue blanche. Au printemps, les feuilles et fleurs de plusieurs herbacées sont consommées bien que le saule conserve une place importante dans le régime alimentaire. En été, les juvéniles peuvent également consommer des insectes et des bulbilles de renouées. Les individus consomment aussi des gastrolithes pour aider à digérer leur nourriture.

### Reproduction
En avril, les mâles quittent leurs aires d'hivernage et retournent à leur aires de reproduction. Les femelles arrivent au début de mai et les couples se forment. La femelle pond de 4 à 8 œufs faiblement tachetés dans une dépression du sol tapissées avec quelques herbes, feuilles et plumes. Les mâles restent avec les femelles jusqu'à ce que les œufs éclosent après une période d'incubation de 23 jours.

### Écologie
Le Lagopède à queue blanche émet des gloussements et des hululements doux. Il vole plus que les gélinottes retrouvées en forêts mais préfère les déplacements au sol au vol.

## Répartition et habitat

### Habitat

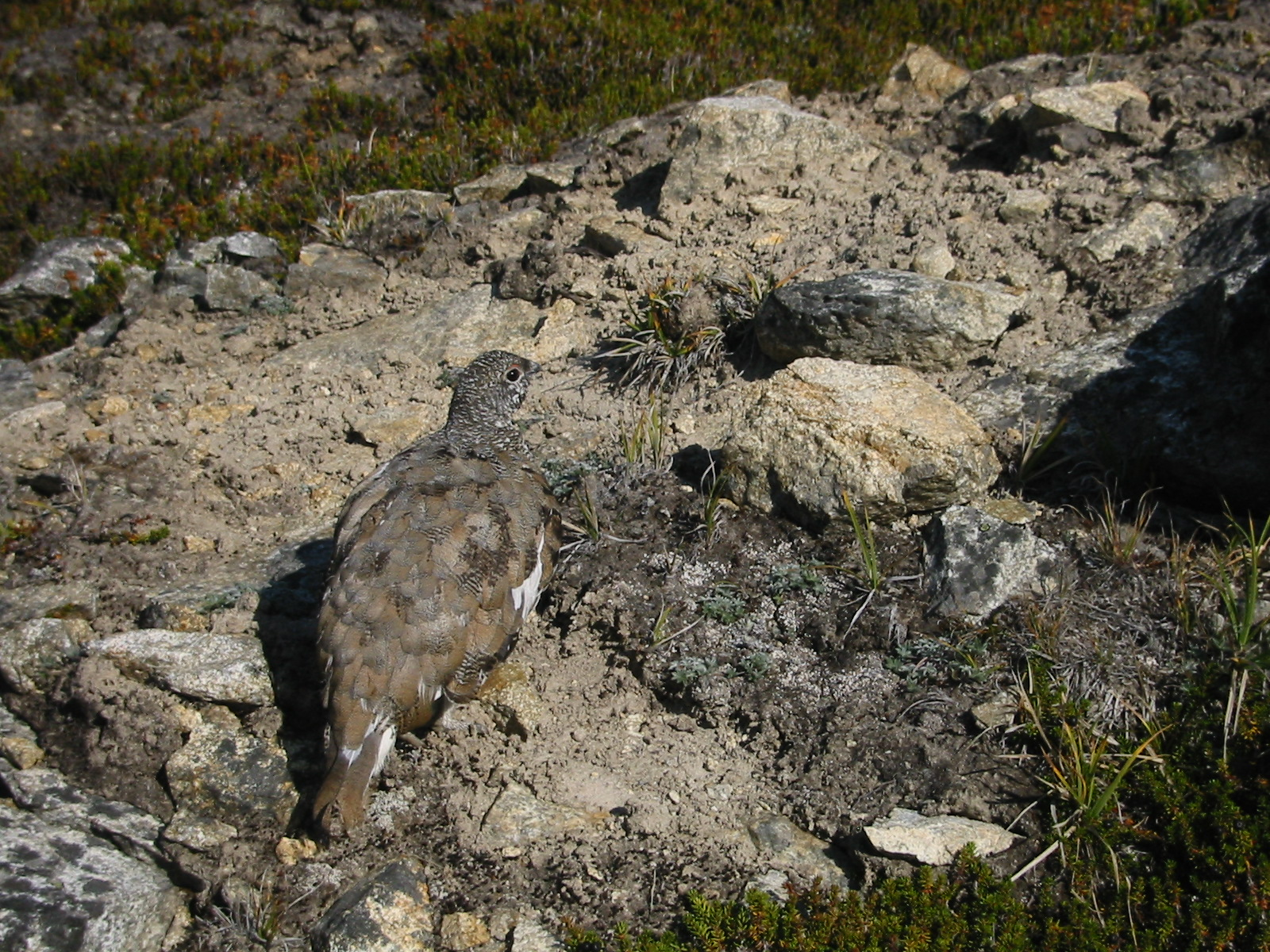

Le Lagopède à queue blanche est une espèce de milieu alpin et un résident permanent des hautes montagnes au-dessus de la limite des arbres.

### Répartition
Son aire de répartition occupe les milieux ouverts de l'Alaska et de l'ouest canadien jusqu'au nord du Nouveau-Mexique. C'est la seule espèce d'oiseau des zones alpines à y rester pendant l'hiver plutôt que de migrer.

## Le Lagopède à queue blanche et l'homme

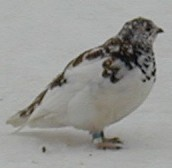

### Étymologie
Le nom du genre Lagopus est dérivé du grec ancien lagos (λαγως), qui signifie « lièvre » ou « lapin » et de pous (πους), « pied », en référence à ses pattes plumées. Le nom de l'espèce leucora a longtemps été épelé leucurus dû à la fausse croyance selon laquelle Lagopus dénotait le genre masculin. Cependant, puisque le terme grec λαγωπους est du genre féminin, leucora est la forme correcte (David & Gosselin 2002). Le nom vernaculaire provient du fait qu'il s'agit de la seule espèce de lagopèdes sans noir sur la queue.

### Sous-espèces
D'après la classification de référence (version 12.2, 2022) du Congrès ornithologique international (ordre phylogénique) :
- Lagopus leucura peninsularis Chapman, 1902 — centre-sud de l'Alaska et Yukon ;
- Lagopus leucura leucura (Richardson, 1831) — ouest du Canada ;
- Lagopus leucura rainierensis Taylor, W, 1920 — centre et sud de Washington (États-Unis) ;
- Lagopus leucura saxatilis Cowan, 1939 — île de Vancouver (Canada) ;
- Lagopus leucura altipetens Osgood, 1901 — montagnes Rocheuses du Montana au Nouveau-Mexique (États-Unis).